# Tisias
Tisias is een geslacht van vlinders van de familie dikkopjes (Hesperiidae), uit de onderfamilie Hesperiinae.

## Soorten
- T. caesena (Hewitson, 1867)
- T. carystoides Nicolay, 1980
- T. lesueur (Latreille, 1824)
- T. myna (Mabille, 1889)
- T. quadrata (Herrich-Schäffer, 1869)
- T. rinda Evans, 1955